# ليندر جاي فولي
ليندر جاي فولي (بالإنجليزية: Leander J. Foley)‏ هو طبيب توليد ‏ أمريكي، ولد في 14 فبراير 1885 في راندوم ليك في الولايات المتحدة، وتوفي في 9 فبراير 1966 في ميلواكي في الولايات المتحدة.